# Transklusion
Transklusion er et begreb inden for informatik, som beskriver inkludering af dele af et dokument i et andet gennem en henvisning. 
Udtrykket blev opfundet af Ted Nelson, som også er ophavsmanden til udtrykkene hypertekst og hypermedie. Enkelte hypertekst-systemer understøtter transklusion, herunder Ted Nelsons Xanadu-projekt.  For eksempel vil en artikel om et land kunne indeholde en tabel eller et afsnit, som beskriver landets jordbrugseksport fra en anden artikel omhandlende jordbrug.
I stedet for at måtte kopiere det inkluderede objekt og lagre det to steder, benytter transklusion modulært design ved kun at lagre én gang og gøre det muligt at fremvise det i forskellige sammenhænge – og også at rette og opdatere, hvis henvisningstypen understøtter dette. Henvisningen tjener også som forbindelse mellem artiklerne.
I Ted Nelsons oprindelige forslag til hypertekst som blev beskrevet i hans bog Literary Machines fra 1982, kan mikrobetalinger automatisk opkræves fra læseren for al tekst, uanset hvor mange brokker med indhold der hentes fra forskellige steder.
Nelson har for nylig givet en demonstration af internet-transklusion med programmet The Little Transquoter (programmeret af Andrew Pam efter Nelsons beskrivelse). Det skaber et nyt format, der kan bruges til at opbygge sider med dele af andre sider som byggesten. Dette fungerer ved, at hver del af siden vil forblive forbundet med sin oprindelige sammenhæng, selv når henvisningen ophører.  Dog har denne hovedegenskab desværre manglet i de fleste implementeringer af transklusion. 

## Selvafgrænsning
Transklusion virker bedre, når overførte tekstafsnit er selvafgrænsede i den betydning, at de kan stå alene, uafhængigt af sammenhængen. For eksempel vil formuleringer som «som det blev vist i forrige sektion» være problematiske, fordi den overførte del kan fremstå i en anden sammenhæng og dermed skabe forvirring.

## Anvendelse i HTML og på internettet
Dagens HTML har en begrænset form for transklusion. En side kan overføre et billede, men også et andet dokument ved at inkludere rammer i dokumentet (kaldet «iframe»).  Browseren henter rammeindholdet og bearbejder det på siden. Netstedet Weather.com har siden 2002 benyttet denne teknik til at opbygge sine vejrmeldingssider ud fra flere mindre dokumenter.  
Fremtidige versioner af HTML vil have mulighed for at understøtte dybere transklusion af dele af dokumenter gennem brug af XML-teknologier som XPaths dokumenthenvisning og XSLT-manipulationer. 
Praksis med «fjernhentning» – remote loading inkluderende data fra andre netsteder, som henvisninger til billeder osv. – bliver sædvanligvis misbilliget på grund af krav til båndbredde (til og med kaldet "bredbåndstyveri") og computerkraft på det fjerne datasystem. Dette bliver af nogle ansat som at belaste en anden server og dermed anset som et eksempel på snylteri (leeching).
En væsentlig undtagelse fra denne regel er netannoncering, hvor tekster leveret af en annoncør bliver offentliggjort sammen med andet indhold af en fælles tjenesteudbyder. En annoncør foretrækker at levere en annonce for selv at kunne registrere, når den blev læst i stedet for at lade den blive leveret direkte af udbyderen og være nødt til at stole på denne. 
En mekanisme af nyere dato, som i funktion ligner transklusion, er sideindlejringer (mashup).
Noter
1. ↑  Om Ted Nelson og Xanadu-projektet (engelsk)
2. ↑  Mikrobetaling, små betalinger: Micropayment (engelsk)
3. ↑  The Little Transponder
4. ↑  Om Mashup (web application hybrid) (engelsk), kombination af data fra mere en en kilde.